# Dolar severního Bornea
Dolar severního Bornea (anglicky British North Borneo dollar) byl měnou britského severního Bornea v letech 1882 až 1953. Jeden dolar se dělil na 100 centů.
V roce 1953 byl dolar severního Bornea zaměněn jinou měnou – dolarem Malajska a britského Bornea.

## Mince
V rámcci měny se razily mince ½ centu, 1 cent, 2½ centu, 5 centů a 25 centů. 
| Obrázek | Nominál  | Raženo v letech | Kov      | Průměr (mm) | Váha (g) | Averz           | Reverz                                                                              |
| ------- | -------- | --------------- | -------- | ----------- | -------- | --------------- | ----------------------------------------------------------------------------------- |
|         | ½ centu  | 1885–1907       | bronz    | 23,5        | 4,6      | Znak, rok ražby | Vavřínové ratolesti, nominál – half cent, název protektorátu – BRITISH NORTH BORNEO |
|         | 1 cent   | 1882–1907       | bronz    | 29,6        | 9,25     | znak, rok ražby | Vavřínové ratolesti, nominál – one cent, název protektorátu – BRITISH NORTH BORNEO  |
|         | 1 cent   | 1904–1941       | mědinikl | 20,0        | 3,3      | Znak            | nominál – 1 cent, název protektorátu – STATE OF NORTH BORNEO, rok ražby             |
|         | 2½ centu | 1903–1920       | mědinikl | 24,5        | 4,9      | Znak            | nominál – 2½ cents, název protektorátu – STATE OF NORTH BORNEO, rok ražby           |
|         | 5 centů  | 1903–1941       | mědinikl | 28,1        | 7,30     | Znak            | nominál – 5 cents, název protektorátu – STATE OF NORTH BORNEO, rok ražby            |
|         | 25 centů | 1929            | stříbro  | 18,0        | 2,8      | Znak            | nominál – 25 cents, název protektorátu – STATE OF NORTH BORNEO, rok ražby           |

## Bankovky
V rámci měny byly vydávány bankovky o hodnotě 25 centů, 50 centů, 1, 5, 10 a 25 dolarů. Za celou historii se design bankovek neměnil, ačkoli rozměry měly různé. Na bankovkách byl vyobrazen buď znak, nebo hora Kinabalu, anebo oba motivy.